# Dschargaltulgyn Erdenebat

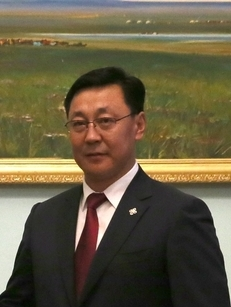
Dschargaltulgyn Erdenebat

Dschargaltulgyn Erdenebat (mongolisch Жаргалтулгын Эрдэнэбат; * 17. Juni 1973 im Sum Mandal im Selenge-Aimag) ist ein mongolischer Politiker der Mongolischen Volkspartei und war Premierminister der Mongolei.
Erdenebat studierte bis 1995 am Handels- und Industrie-Institut in Ulanbator. 2008 bis 2012 war er Gouverneur seines Heimat-Aimags und wurde dann zum Abgeordneten des Großen Staats-Churals gewählt. 2014 bis 2015 war er Finanzminister der Mongolei. Nach dem Wahlsieg seiner Partei wurde er am 7. Juli 2016 Premierminister. Am 4. Oktober 2017 wurde er durch Uchnaagiin Chürelsüch abgelöst.
Er ist verheiratet und hat einen Sohn und zwei Töchter.